# Людовика Савойская
Людовика Савойская (итал. Ludovica di Savoia), или Луиза де Савуа (фр. Louis de Savoie; 28 июля 1462, Бурк-ан-Брес, графство Савойя — 24 июля 1503, Орбе, графство Савойя) — французская принцесса из Савойского дома, в замужестве — графиня Шалонская; овдовев приняла монашество и стала клариссинкой. В 1839 году была причислена к лику блаженных Римско-католической церкви. Литургическая память отмечается 24 июля.

## Биография
Людовика Савойская родилась в Бурк-ан-Брес 28 июля 1462 года. Она была дочерью Амедео IX, графа Савойи и Иоланды Французской.
В детстве, после смерти отца, по приказу Карла I, герцога Бургундии, по прозвищу Смелый, вместе с матерью и сестрой Марией, она была заточена в замке Рувр, близ Дижона. Здесь Людовика нашла духовника в лице священника Жана Перрена.
Узницы были освобождены по требованию дяди и брата матери, французского короля Людовика XI. Тогда герцог Бургундии заключил в тюрьму Юга Шалонского, жениха Людовики. После его освобождения, 24 августа 1479 года они поженились и поселились в замке Нозруа.
Несмотря на разницу в возрасте, Юг был старше Людовики на четырнадцать лет, их брак оказался счастливым. Оба супруга заслужили уважение местных жителей за благочестивую жизни и благотворительную деятельность.
В 1490 Юг умер. Спустя два года, Людовика, по совету духовника, удалилась в монастырь клариссинок в Орбе. Здесь она вела аскетический образ жизни и написала несколько молитв и небольшой трактат о важности уважения к монашескому уставу, ныне утраченный. Людовика умерла в Орбе 24 июля 1503 года.

## Культ
Верная спутница Людовики, последовавшая за ней в монастырь, Екатерина Соль, написала её первую биографию. Людовика была похоронена на кладбище монастыря. В 1531 году её останки были перенесены в монастырь францисканцев в Нозруа. В 1838 году французское правительство, по просьбе сардинского короля Карло Альберто из Савойского дома, дало разрешение на проведение раскопок для их обретения. Останки были найдены и признаны таковыми путём тщательного медицинского обследования, а затем перенесены в Турин, где покоятся в капелле королевского дворца.
В 1839 году папа Григорий XVI причислил Людовику Савойскую к лику блаженных и установил празднование ей памяти 24 июля.